# Lomatium graveolens
Lomatium graveolens är en flockblommig växtart som först beskrevs av Sereno Watson, och fick sitt nu gällande namn av Robert D. Dorn och Ronald Lee Hartman. Lomatium graveolens ingår i släktet Lomatium och familjen flockblommiga växter.

## Underarter
Arten delas in i följande underarter:
- L. g. alpinum
- L. g. clarkii